# Meronimija
Meronimija je ena izmed vrst semantičnih relacij, ki jih pogosto srečavamo v leksiki slovenskega jezika. Gre za odnose med celoto in deli celote. Izraz meronimija se nanaša na skupek delov, ki obstajajo znotraj neke celote – ti deli se imenujejo meronimi, medtem ko se odnos med celoto in njenimi manjšimi deli imenuje holonimija. Meronime s skupnim holonimom imenujemo komeronimi.

##### Test za ugotavljanje meronimije (1.) ter obratnega odnosa – holonimije (2.)
Primer:
1. Hiša (= holonim) ima: okno, vrata, stena, soba (= meronimi).  =  MERONIMIJA
2. Volan, prtljažnik, varnostni pas, zavore, menjalnik (= meronimi) so del avtomobila (= holonim). = HOLONIMIJA